# 藤井真世
藤井 真世（ふじい まよ、1993年2月4日 - ）は、日本のタレント、女優。妹は藤井結夏。
神奈川県出身。ダナウェイズ所属。

## 出演

### 舞台
- ミュージカル「ふしぎの国の5人のアリス」（2002年8月）アリス 役
- 遊行かぶき「一遍聖絵」（2003年7月、時宗総本山遊行寺）一遍上人の娘 超ニ 役
- ミュージカル「ドリーミング」（2003年7月）ファンタ 役
- ミュージカル「ALL　THAT　JAZZ」（2004年8月）ガーリング 役
- ミュージカル「獅子王伝説」（2005年8月）アイスクリーム姫 役
- 音楽劇「お母さん、ありがとう 」（2006年12月、演出／是枝正彦、きゅりあん小ホール）千代子 役
- ヒロセプロジェクト 舞台「優しい魔法のとなえ方」（2008年9月、ラゾーナ川崎プラザソル）加藤くるみ 役
- ヒロセプロジェクト 舞台「あの星空に未来を描け」（2009年9月、ラゾーナ川崎プラザソル）チャコ 役
- ジョーズカンパニー 舞台「ラブリーズ」（2010年9月、下北沢小劇場 楽園）守口 つばさ 役
- ヒロセプロジェクト 舞台「One Night Magician」（2010年10月、ラゾーナ川崎プラザソル）奥沢アリス 役
- ジョーズカンパニー 舞台「ラブリーズ 〜ひなごころ〜」（2011年1月、下北沢小劇場  楽園）ひなた 役
- 舞台「友情〜秋桜のバラード〜」（2014年9月-12月、中野サンプラザ他全国51公演）ヒロイン・島崎あゆみ 役
- 舞台「便利屋 リターンズ」（2015年9月、新藤栄作演出）大西晴子 役
- ミュージカル座 ミュージカル「アイハヴ・ア・ドリーム」（2016年2月）ジャッキー 役
- 福島いわきPIT劇場震災5年復興祈念招待作品 舞台「カサブタかきむしれっ！」（2016年3月、中野ザ・ポケット、伊勢崎市民文化会館、いわきPIT）新妻舞 役
- 舞台「ラクゴ萌エ」（2017年4月、日暮里d-倉庫）主演・花岡華子 役
- 舞台「落語の国のアリス」（2017年8月-9月、大塚萬劇場）六歌亭華だん 役
- 舞台「向日葵のようなその姿」（2018年8月-9月、明石スタジオ）紫藤渚 役

### テレビ
- シブスタ（2004年-2005年、テレビ東京）レギュラーアシスタント
- 3年B組金八先生第8シリーズ（2007年9月-3月、TBS）中村美恵子 役
- 土曜ワイド劇場 終着駅シリーズ「螺旋状の垂訓」（2008年9月、テレビ朝日）女子高生 役
- 侍戦隊シンケンジャー（2009年7月、テレビ朝日）お嬢様 役
- 3年B組金八先生ファイナル（2011年3月、TBS） 中村美恵子 役

### CM
- 出光興産 アグリバイオ編

### その他
- 東京消防庁防災ミニシアター「首都直下地震のカウントダウン」佐藤美佳 役